# Liste der Monuments historiques in Marchaux-Chaudefontaine
Die Liste der Monuments historiques in Marchaux-Chaudefontaine führt die Monuments historiques in der französischen Gemeinde Marchaux-Chaudefontaine auf.

## Liste der Immobilien
| Bezeichnung        | Beschreibung                           | Standort                       | Kennzeichnung | Schutzstatus | Datum | Bild           |
| ------------------ | -------------------------------------- | ------------------------------ | ------------- | ------------ | ----- | -------------- |
| Rat- und Waschhaus | 1826 erbaut, Architekt Édouard Vieille | Marchaux, 30 Grande Rue (Lage) | PA00101768    | Inscrit      | 1990  | weitere Bilder |